# Ilja Maszkow
Ilja Maszkow (ros. Илья Иванович Машков) (ur. 29 lipca 1881 we wsi Michajłowskiej-nad-Donem, Obwód Wojska Dońskiego, zm. 20 marca 1944 w Moskwie) – rosyjski malarz, członek grupy Bubnowyj Walet, zasłużony działacz sztuki Rosyjskiej Federacyjnej SRR.
W roku 1890 rozpoczął studia na wydziale malarstwa Moskiewskiej Szkoły Malarstwa, Rzeźby i Architektury pod kierunkiem Walentina Sierowa, Konstantina Korowina i Apollinarija Wasniecowa.
Już w czasie studiów wyróżniał się zamiłowaniem do jaskrawej kolorystyki i gigantomanii.
Po ukończeniu studiów założył własną pracownię. Do jego uczniów zaliczali się m.in. Wiera Rochlina, Paweł Sokołow-Skala i Magdalena Werigo.
Jego obrazy znajdują się m.in. w zbiorach Galerii Trietiakowskiej i Muzeum Rosyjskiego w Sankt Petersburgu.

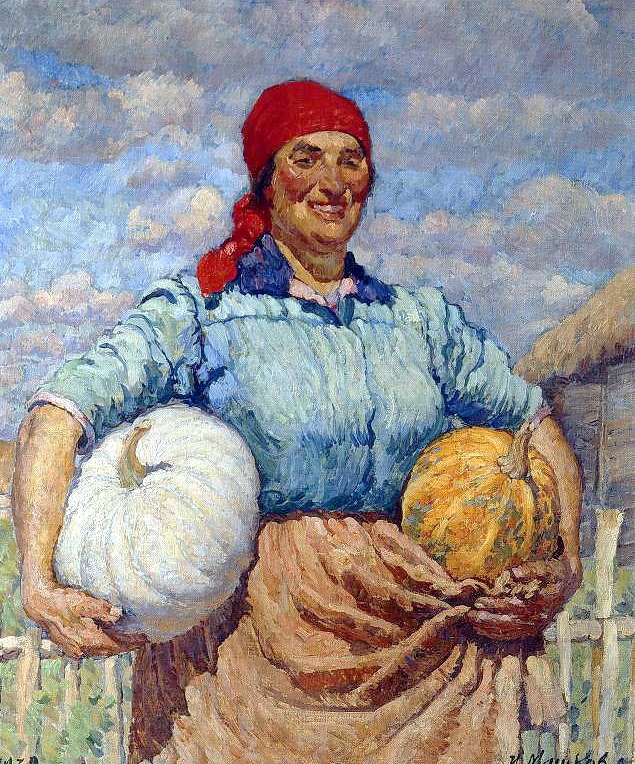
Dziewczyna z dyniami 1930